# コウベモグラ
コウベモグラ（神戸土竜、学名：Mogera wogura）は、真無盲腸目モグラ科モグラ属に属する哺乳類。

## 分布
日本固有種 。西日本（本州、四国、九州、種子島、屋久島、隠岐諸島、対馬など）に広く分布しているが、紀伊半島には本種は分布せず、アズマモグラが分布する。

## 分類
当初、動物学者のテミンクは1842年に日本のモグラをTalpa woguraとして命名したが、種の記載に用いた標本の詳しい産地を記さなかったため、その後の日本のモグラの分類に大きな混乱を残した。
中国や朝鮮半島、ロシア極東南部に分布する大陸種(ウシュリーモグラ)と同種であると考えられていたが、近年の研究により染色体構成に生殖的隔離をもたらすほどの分化が示されたことから独立種として扱われるようになった。

## 形態
頭胴長は約125mmから185mm、尾長は15mmから24mm、体重は50gから175gになる。

## 生態
平地から山地まで広く生息し、1つのトンネルをなわばりにして生活をする。トンネルの中に巣を作り、その近くにトイレを作る。そして、そのトイレで排泄をする。主にトンネルに落ちてきたミミズや昆虫を食べる。泳ぐこともでき、水辺までトンネルを掘った時に泳いで移動することがある。

## アズマモグラとの関係
同属のアズマモグラとは、本州中部を境に分布域を分けている。しかし、大型である本種がアズマモグラを駆逐して分布域を東へ広げている。